# Edemone
Edemone (in latino Verecundus; in greco antico: Aìδημων?, Aidimon; Mauretania, I secolo – Mauretania, 42) è stato un condottiero berbero, liberto del re Tolomeo di Mauretania e fautore della rivolta della Mauretania contro Roma.

## Biografia
In seguito all'assassinio di Tolomeo di Mauretania, per ordine di Caligola nel 40, Edemone volle vendicare il defunto padrone e organizzò una rivolta contro Roma.
Un'iscrizione di Volubilis mostra che almeno una parte significativa della popolazione della città combatté insieme al liberto, e, dopo la morte di Tolomeo, le tribù indigene poterono, in questo modo, ottenere la loro indipendenza.
Claudio affidò, quindi, a Gaio Svetonio Paolino e Gneo Osidio Geta nel 42 il compito di sedare la rivolta, oltrepassando le montagne dell'Atlante.
La rivolta cessò nel 44, dopo una battaglia decisiva, nella quale i romani inflissero grandi perdite ai berberi e offrirono a Sabalo e alle sue truppe un accordo di pace.
Claudio decise, in seguito, di dividere il regno in due province romane, Mauretania Tingitana e Mauretania Cesariense, mentre Tingis fu in seguito ricostruita.